# Aujeurres
Aujeurres ist eine französische Gemeinde mit 67 Einwohnern (Stand 1. Januar 2022) im Département Haute-Marne in der Region Grand Est. Sie gehört zum Kanton Villegusien-le-Lac und zum Arrondissement Langres. 

## Geografie
Die Gemeinde Aujeurres liegt auf dem Plateau von Langres nahe der Quelle der Vingeanne, etwa 22 Kilometer südwestlich von Langres. Sie ist umgeben von folgenden Nachbargemeinden:
| Auberive | Aprey                                       | Villiers-lès-Aprey |
|          | Kompassrose, die auf Nachbargemeinden zeigt | Leuchey            |
| Vaillant |                                             | Vals-des-Tilles    |

Durch das Gemeindegebiet von Aujeurres führt die Autoroute A31.

## Bevölkerungsentwicklung
| Jahr                       | 1962 | 1968 | 1975 | 1982 | 1990 | 1999 | 2008 | 2018 |
| -------------------------- | ---- | ---- | ---- | ---- | ---- | ---- | ---- | ---- |
| Einwohner                  | 101  | 99   | 107  | 108  | 94   | 56   | 88   | 78   |
| Quellen: Cassini und INSEE |      |      |      |      |      |      |      |      |

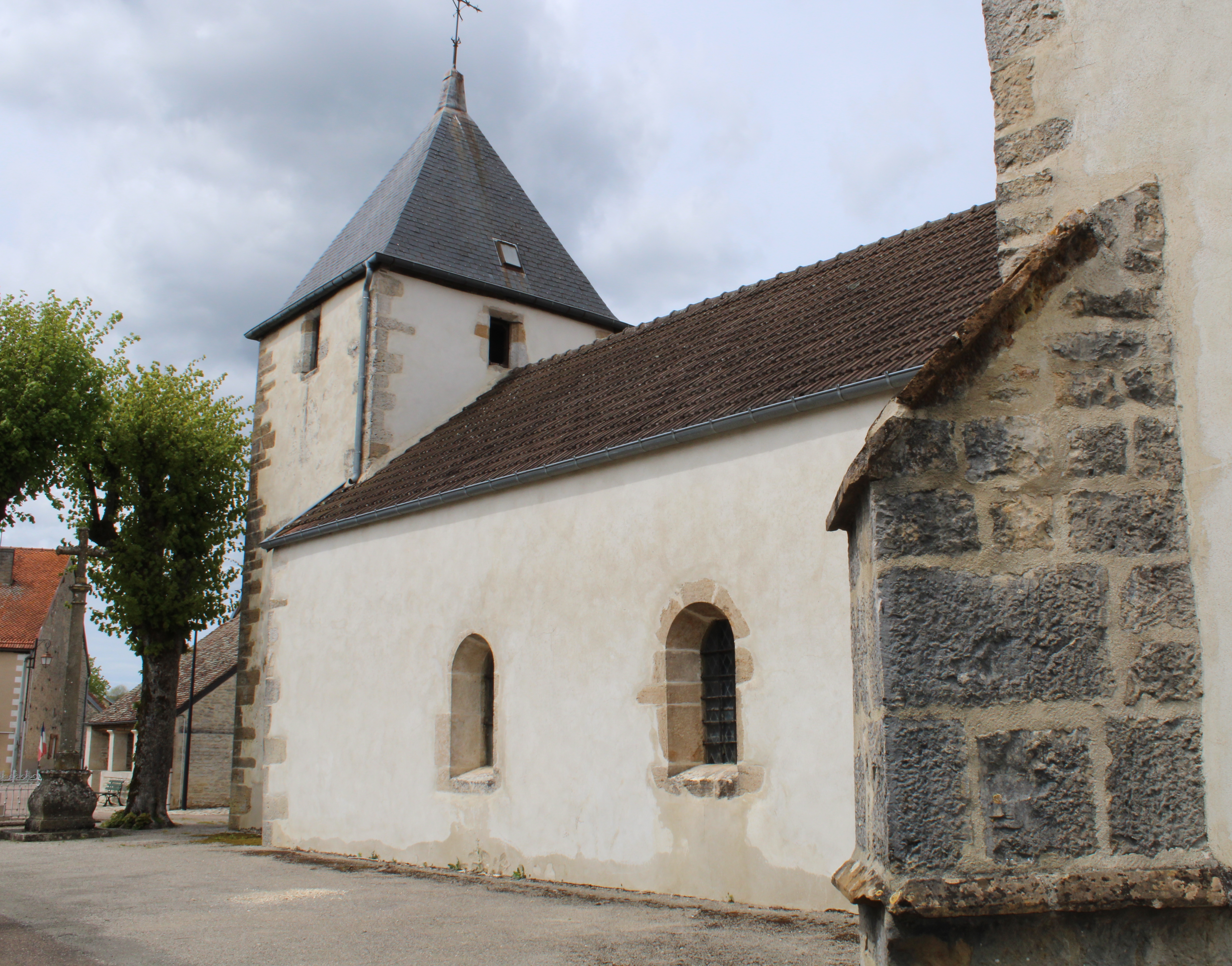
Kirche Saint-Didier
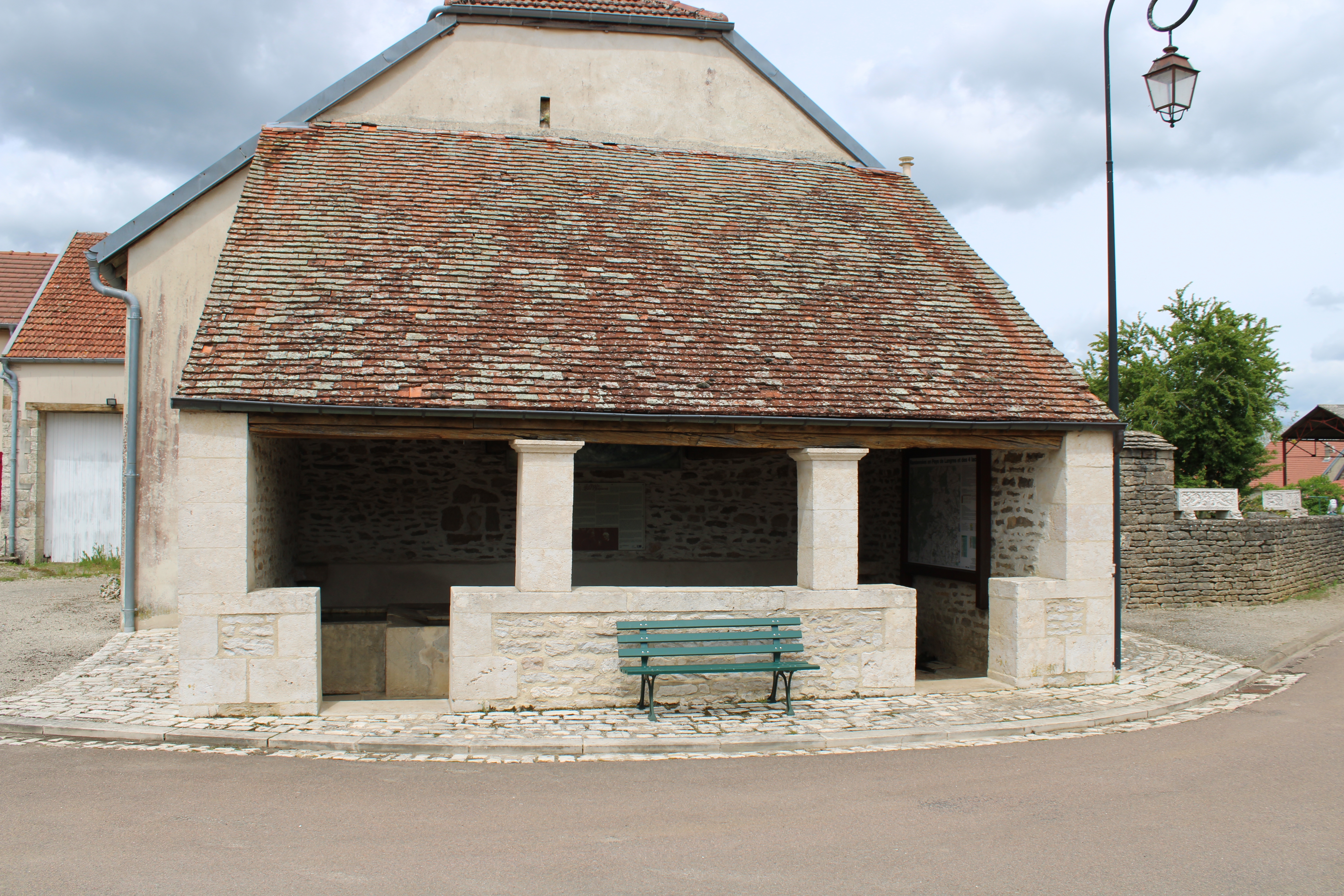
Eines der ehemaligen Waschhäuser in Aujeurres